# 12 pont (1989)
1989. március 15-én Budapesten, a Szabadság téren, Cserhalmi György színművész a Magyar Televízió hajdani székházának főbejárati lépcsőjén felolvasta a március 15-i békés ellenzéki tüntetés szervezői által közösen megfogalmazott 12 pontot.
A pontok felolvasását a Magyar Televízió felvételről közvetítette.

## A pontok
Mit kíván a magyar nemzet?
Szabad, független, demokratikus Magyarországot.
1. Valódi népképviseletet és többpártrendszert.
Biztosítsák a választások szabadságát és tisztaságát.
2. Rendőrállam helyébe jogállamot.
Érvényesüljenek az emberi jogok, legyen bírói függetlenség.
3. Szólás-, sajtó-, lelkiismereti és oktatási szabadságot. 
Számolják föl a hírközlés állami monopóliumát. Oszlassák föl az Állami Egyházügyi Hivatalt.
4. Jogot a sztrájkra.
Ne korlátozzák az érdekvédelem, a követelés és a szolidaritás szabadságát.
5. Méltányos közteherviselést, a közkiadások társadalmi ellenőrzését. Szüntessék meg az egyéni és csoportos kiváltságokat. Adják meg mindenkinek az emberhez méltó élet alapfeltételeit.
6.  Észszerű gazdálkodást, működő piacot, a tulajdonformák egyenjogúságát.
Állítsák le a pénzemésztő és környezetpusztító nagyberuházásokat, szüntessék be a veszteséges vállalatok támogatását, vessenek véget a vállalkozás és a lakosság megsarcolásának.
7. A bürokrácia és az erőszakapparátus leépítését. 
Oszlassák föl a Munkásőrséget és az Ifjúgárdát.
8. Szabadságot és önrendelkezést Kelet- és Közép-Európa népeinek. Szűnjék meg Európa katonai, gazdasági és emberjogi kettéosztása.
9. Semleges, független Magyarországot.
Vonják ki a szovjet csapatokat hazánk területéről.
Töröljék a magyar ünnepek sorából november 7-ét.
10. Felelős kisebbségi és menekültpolitikát.
A kormány lépjen föl a nemzetközi fórumokon a magyar kisebbségek védelmében. Szűnjék meg a rendőri szemlélet és a jogtalan megkülönböztetés a romániai menekültek ügyében.
11. Nemzeti önbecsülést.
Vessenek véget a történelemhamisításnak. Adják vissza a nemzetnek címerét.
12. Igazságot '56-nak, tisztességet a forradalom mártírjainak. 
Nyilvánítsák nemzeti ünneppé október 23-át.

## A pontokat megfogalmazó szervezetek és a budapesti ellenzéki tüntetés szervezői
- Bajcsy-Zsilinszky Endre Baráti Társaság
- Bibó István Szakkollégium
- Fiatal Demokraták Szövetsége
- Független Kisgazda-, Földmunkás- és Polgári Párt
- Független Jogász Fórum
- Inconnu Csoport
- Kelet-Nyugat Párbeszéd Hálózat Kör
- Magyar Demokrata Fórum
- Magyar Művészek és Gondolkodók
- Magyar Zsidó Kulturális Egyesület
- Menedék Bizottság
- Nagymaros Bizottság
- Népszavazást Követelők Csoportja
- Országos Klubtanács
- Perem Klub
- Rakpart Klub
- Salom Független Magyar Zsidó Békecsoport
- Szabad Demokraták Szövetsége
- Szabad Kezdeményezések Hálózata
- Széchenyi Casino és Hagyományőrző Egyesület
- Székely Tanács
- Szociáldemokrata Ifjúsági Kör
- Történelmi Igazságtétel Bizottság